# 김성민 (1994년)
김성민(金聖民, 1994년 4월 26일 ~ )은 KBO 리그 키움 히어로즈의 투수이다.

## 아마추어 시절
2011년 청룡기 당시 고등학교 2학년이었던 그는 3승, 평균자책점 0을 기록하며 팀의 우승을 이끌었고, 대회 MVP에 선정됐다. 이 활약을 기반으로 고교 야구 아시아 시리즈 대표에 선정됐고 2012년 신인 드래프트에서 NC 다이노스의 특별 지명 후보로 거론됐다.

## SK 와이번스시절
2016년에 대학교 4학년 때 KBO 리그 신인 드래프트에 참가했고 2017년 한국프로야구 신인 드래프트를 앞두고 8월 2일에 실시한 트라이 아웃에 참여했다. 트라이 아웃에서 안 좋은 몸 상태에도 불구하고 2차 1라운드 전체 6순위라는 높은 순위에 지명됐고 1억 3,000만원의 계약금을 받고 입단하였다.
2017년 4월 2일 kt 위즈와의 경기에서 구원 등판하며 데뷔 첫 경기를 치렀고, 4월 13일 롯데 자이언츠와의 경기에서 데뷔 첫 홀드를 기록했다. 4월 29일 삼성 라이온즈와의 경기에서 1.1이닝 4실점으로 부진한 후 2군으로 내려갔다.

## 넥센 히어로즈&키움 히어로즈시절
2017년 5월 18일 당시 넥센 히어로즈 소속이었던 김택형과 1:1 트레이드를 통해 이적하였다. 당시 단장이었던 고형욱은 이전부터 그를 지켜봐 왔다고 밝히며 즉시 전력감으로 활용할 수 있고 컨디션과 실전 감각이 대학 시절만큼 회복된다면 더 좋은 모습을 보여줄 수 있다고 평가했다. 2017년 5월 28일 삼성 라이온즈와의 경기에서 데뷔 첫 선발 등판해 4이닝 무실점을 기록했다. 2017년 7월 2일 kt 위즈와의 경기에서 5이닝 1실점으로 승리 투수 요건을 갖췄고, 6회에도 올라왔으나 경기가 강우 콜드로 끝나며 데뷔 첫 승을 완투승으로 기록했다.2018년 시즌에는 2승 1패, 5홀드, 6점대 평균자책점으로 부진했다. 2019년 시즌에는 2점대 초반의 평균자책점을 기록했고, 시즌 50이닝 이상을 소화한 선수 중 유일하게 피홈런을 한 개도 허용하지 않았다.

## 별명
- 김민성이 원숭이와 닮은 외모 때문에 별명이 '김우끼'인데 그의 이름은 김민성의 이름 두 번째 글자와 세 번째 글자를 바꾼 것과 같아 '김끼우'라고 불린다.

## 에피소드
- 국외 스카우트들이 그에게 관심을 가지기 시작했고,2012년 1월 31일에 계약금 55만 달러를 받고 볼티모어 오리올스와 마이너 리그 계약을 체결했다.[5]

이 과정에서 문제가 생겼는데 볼티모어 오리올스가 그와 계약을 맺는 과정에서 KBO에 신분 조회를 요청하지 않아 KBO에서도 그의 계약을 몰랐다. 왜냐하면 고등학교를 졸업하지 않은 선수와의 계약은 금지였기 때문이었다. 2001년 7월에 개정된 한·미 선수계약협정서에는 MLB 구단이 선수를 영입할 때 신분 조회 절차를 밟아야 한다고 명시돼 있고, 고등학교를 졸업하지 않은 선수와의 접촉도 불가능했다. 이러한 비난 속에서 일구회는 2월 2일에 볼티모어 오리올스의 행동을 규탄하는 성명을 발표했고, 2월 8일에는 대한야구협회에서 상벌위원회를 열고 그에게 무기한 자격 정지 처분 중징계를 내렸다. 2월 9일에는 볼티모어 오리올스 스카우트의 경기장 출입 금지 조치를 내렸다. 이 과정에서 볼티모어 오리올스의 단장인 댄 듀켓은 그와의 계약이 문제가 없다고 항변했고, 그도 인터뷰를 통해 '본인의 인생을 건 선택'이라고 언급하며 실력으로 모든 걸 이겨내겠다는 의지를 보였다.
이후 KBO가 MLB 측에 공식적인 항의 서신을 보내자 볼티모어 오리올스에서도 이러한 규정 위반에 대해 공식 사과문을 발표했고 2월 15일에 MLB 사무국에서 볼티모어 오리올스에 벌금 징계를 부과했다. 또 그와의 계약을 30일 간 잠정적으로 승인하지 않겠다고 밝혔다. 이 과정에서 그의 계약은 미뤄졌고, 결국 6월 12일에 볼티모어 오리올스가 그와의 계약 불발을 보도하며 7월 7일에 공식적인 계약 포기를 선언해 그는 국제 미아가 됐다. 결국 한국에서의 선수 생활이 불가능해진 그는 2013년 초에 일본의 후쿠오카 경제대학에 입학했다.
2014년 2월 26일에 대한야구협회가 그에 대한 자격 정지를 해제해 차후 국내에서 선수 활동이 가능해졌다.

## 출신 학교
- 대구옥산초등학교
- 경복중학교
- 대구상원고등학교
- 후쿠오카 경제대학

## 통산 기록
| 연도 | 팀명  | 평균자책점 | 경기 | 완투 | 완봉 | 승 | 패 | 세 | 홀 | 승률  | 타자 | 이닝 | 피안타 | 피홈런 | 볼넷 | 사구 | 탈삼진 | 실점 | 자책점 |
| ---- | ----- | ---------- | ---- | ---- | ---- | -- | -- | -- | -- | ----- | ---- | ---- | ------ | ------ | ---- | ---- | ------ | ---- | ------ |
| 2017 | 넥센  | 4.93       | 33   | 1    | 0    | 4  | 3  | 0  | 1  | 0.571 | 411  | 87⅔  | 104    | 12     | 40   | 9    | 75     | 54   | 48     |
| 2018 | 넥센  | 6.19       | 46   | 0    | 0    | 2  | 1  | 0  | 5  | 0.667 | 226  | 48   | 61     | 6      | 21   | 3    | 45     | 38   | 33     |
| 2019 | 키움  | 2.56       | 50   | 0    | 0    | 2  | 0  | 0  | 5  | 1.000 | 230  | 56⅓  | 53     | 0      | 11   | 2    | 38     | 17   | 16     |
| 2020 | 키움  | 6.46       | 25   | 0    | 0    | 1  | 0  | 0  | 0  | 1.000 | 112  | 23⅔  | 28     | 3      | 12   | 3    | 21     | 19   | 17     |
| 2021 | 키움  | 3.28       | 47   | 0    | 0    | 2  | 3  | 1  | 11 | 0.400 | 218  | 46⅔  | 43     | 4      | 35   | 6    | 36     | 21   | 17     |
| 2024 | 키움  | 4.34       | 46   | 0    | 0    | 3  | 4  | 0  | 14 | 0.429 | 188  | 45⅔  | 45     | 5      | 17   | 1    | 34     | 24   | 22     |
| 통산 | 6시즌 | 4.47       | 247  | 1    | 0    | 14 | 11 | 1  | 36 | 0.560 | 1385 | 334  | 289    | 30     | 136  | 24   | 249    | 173  | 153    |